# Herrenrödchen

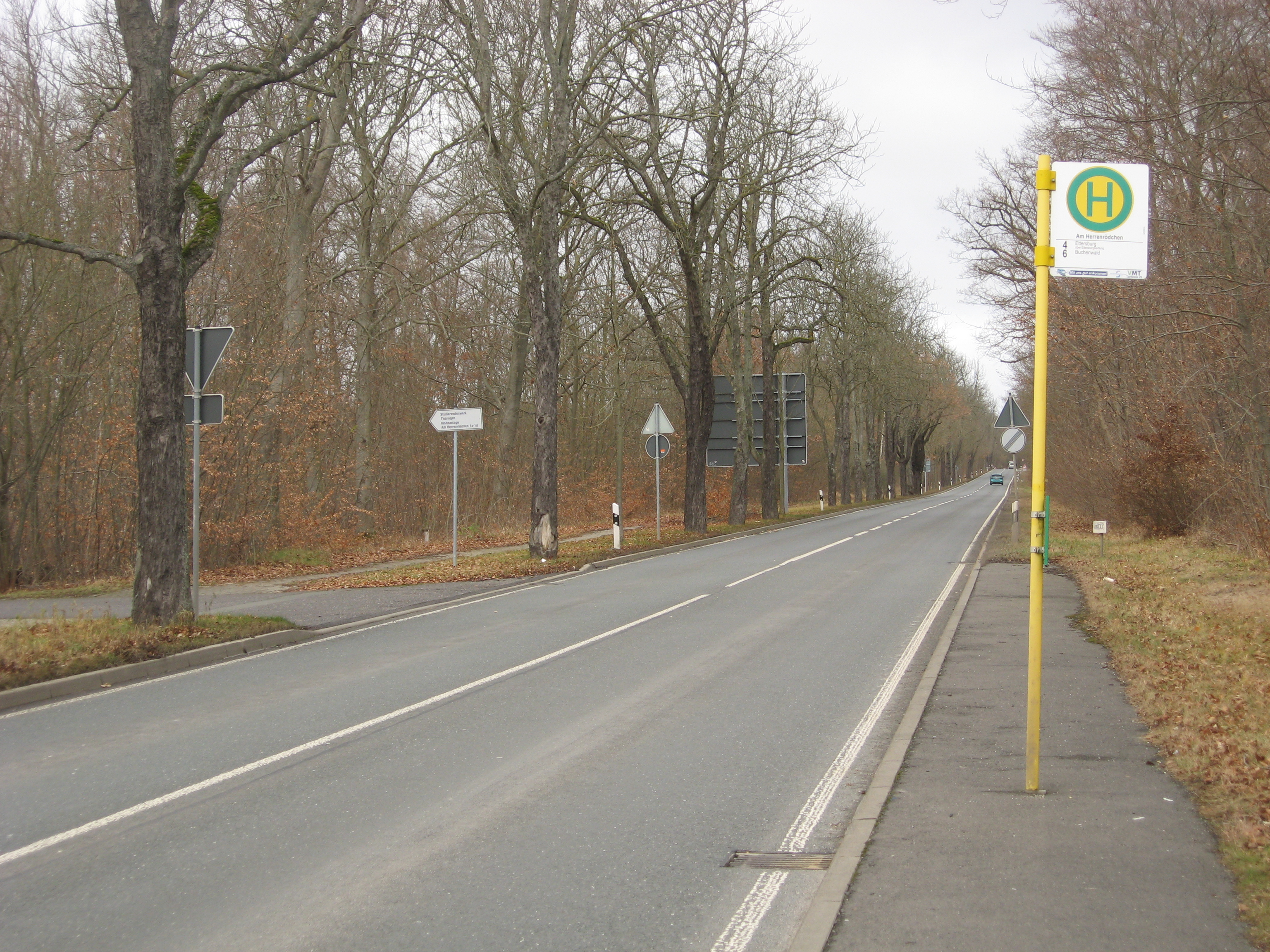
Bushaltestelle, Am Herrenrödchen

Das Herrenrödchen ist ein Flurstück, ein kleines Gehölz, an der Ettersburger Straße in Weimar am Großen Ettersberg. Es ist ein Teil des Naturschutzgebietes Südhang Ettersberg.
Die dort vorbeiführende Bundesstraße 7 heißt in diesem Abschnitt Am Herrenrödchen, die nach Lützendorf hineinführt. Außerdem befinden sich hier Wohnanlagen für Studierende. An der Straße befand sich zudem das ehemalige Offizierskasino der Lützendorf-Kasernen bzw. der Flak-Kaserne, das 2020 infolge eines Brandes abgerissen werden musste.
Auf dieser Flur hatte sich im Mittelalter das Dorf Großen-Rode befunden, das bereits 1507 als Wüstung bezeichnet wurde. Die Zerstörung dürfte mit dem Sächsischen Bruderkrieg zusammenhängen, in welchem auch Lützendorf zerstört wurde. Ein Teil der Flur ging 1533 an die Herren von Denstedt über, weshalb sich dann später der Name Herrenrödchen eingebürgert hatte. Nördlich ist eine Waldparzelle, die Revolutionsschlag genannt wird.
Am Herrenrödchen gibt es eine Bushaltestelle.
Koordinaten: 51° 0′ 32,8″ N, 11° 18′ 16,6″ O